# In Trance
In Trance ist das dritte Studio-Album der deutschen Hard-Rock-Band Scorpions, welches 1975 veröffentlicht wurde. Die Platte markierte den Beginn einer besonderen Ära, da die Gruppe hier erstmals unter der Leitung des Produzenten Dieter Dierks eine LP aufnahm und sie damit eine Geschäftsbeziehung begann, die bis ans Ende der darauffolgenden Dekade anhalten sollte. In Trance markierte für die Band den Durchbruch in Japan.

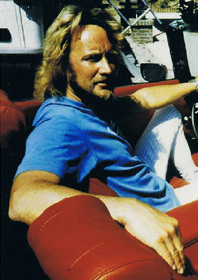
Dieter Dierks, der mit diesem Album das erste von insgesamt acht Scorpions-Studioalben produzierte

## Entstehung, Merkmale und Bedeutung

### Produktionsgeschichte
Nachdem die Scorpions ihr zweites Album Fly to the Rainbow (1974) eigenständig produzierten, war es für die Band an der Zeit einen geeigneten Produzenten für ihre folgenden Plattenproduktionen zu suchen. Man stieß schließlich auf Dieter Dierks und schloss wenig später mit ihm einen längerfristigen Vertrag ab, der die Scorpions für die darauffolgenden Jahre an den gebürtigen Pulheimer band. Zudem war In Trance auch das erste Album mit dem Belgier Rudy Lenners am Schlagzeug.

### Musikalischer Stil
Gegenüber der musikalischen Weiterentwicklung vom Debüt-Album Lonesome Crow zu Fly to the Rainbow, ist die Entwicklung hin zu In Trance eher geringfügig. Der Einfluss von Produzent Dierks bewirkt lediglich die noch „kommerziellere“ Ausrichtung der Lieder, was sich hinsichtlich der Songlängen bemerkbar macht, da derartig ausgedehnte Nummern wie etwa die jeweiligen Titelstücke der zwei vorangegangenen Alben gänzlich fehlen, stattdessen behalten die Titel eine recht gleichmäßige Songstruktur und haben daher auch ähnliche Längen. Sowohl wie auf dem Vorgängeralbum ist auch hier zum Teil Gitarrist Uli Roth als Sänger zu hören. Diesmal auf den Liedern Dark Lady und Sun in My Hand, welche beide ebenfalls von ihm geschrieben wurden (Musik und Text).
Mit dem Lied Night Lights ist hier auch das erste rein instrumentale Lied der Band enthalten. Das Stück wurde ebenfalls von Roth komponiert. Typisch für ein Scorpions-Album (wenn man auch die späteren Werke hinzuzählt) ist, dass die Platte mit dieser ruhigen Ballade endet.

### Albumcover
Das originale Albumcover-Foto stammt von Michael von Gimbut und zeigt eine junge Frau, die sich hinter einer auf dem Boden liegenden E-Gitarre in lasziver Pose hockt und nach dieser greift. Der ursprüngliche Druck dieses Covers zeigt die nackte Brust der Frau, während in zensierten, häufiger für spätere Veröffentlichungen verwendeten Version, diese mit schwarzer Kaschierung verdeckt ist. Dies ist das erste Cover der Band, welches zensiert worden ist. Der ehemalige Scorpions-Gitarrist Uli Jon Roth behauptete 2008 in einem Interview, dass wohl ihm die Idee für das Cover gekommen sei. Jedoch sagte er auch, dass dieses und andere Cover der Band-Alben die Idee der Plattenfirma gewesen sei und die Gruppe diese nicht abgelehnt habe. „Diese Cover waren wohl die peinlichste Sache, an der ich je beteiligt war“, so Roth im selbigen Interview. Außerdem bezeichnete er das In-Trance-Cover als „grenzwertig“. Die auf dem Cover abgebildete Gitarre gehört Uli Jon Roth und ist die gleiche, die später auch auf dem Cover des Electric-Sun-Albums Fire Wind (1981) abgebildet wurde (Electric Sun ist der Name der Band, die Roth nach dem Verlassen der Scorpions gründete und das Cover von Fire Wind wurde von Monika Dannemann gezeichnet).

### Tournee und Verkauf
Die Platte wurde zu einem der bestverkauften Rock-Alben in Japan. Weltweit wurden von dem Album über eine Million Exemplare verkauft. Die Band tourte 1975 und 1976 erstmals durch Europa und trat dabei im Vorprogramm von The Sweet auf. Auftritte in dem Liverpooler Cavern Club sowie im Londoner Marquee Club machte die Band nun auch in England bekannt. Später spielten sie 30 Konzerte in Großbritannien.

## Titelliste
- 1. Dark Lady (Roth) – 3:30
- 2. In Trance (Schenker/Meine) – 4:47
- 3. Life's Like a River  (Roth/Schenker/Fortmann) – 3:54
- 4. Top of the Bill (Schenker/Meine) – 3:27
- 5. Living and Dying  (Schenker/Meine) – 3:24
- 6. Robot Man (Schenker/Meine) – 2:47
- 7. Evening Wind (Roth) – 5:03
- 8. Sun in My Hand  (Roth) – 4:25
- 9. Longing for Fire (Schenker/Roth) – 2:44
- 10.Night Lights (Roth) – 3:14

## Single-Auskopplung
Das Lied In Trance erschien 1975 als erste Single in der Bandgeschichte. Der Titel Speedy's Coming vom Vorgängeralbum Fly to the Rainbow wurde dabei als B-Seite verwendet.

## Live-Aufnahmen
Die Live-Doppel-LP Tokyo Tapes aus dem Jahre 1978 enthält die Stücke Dark Lady, In Trance, Top of the Bill und Robot Man aus diesem Album. Auf Live Bites, dem dritten Live-Album der Band von 1995, ist ebenfalls eine Aufnahme des Titelstücks In Trance zu finden. Außerdem befindet sich auf dem USB-Stick A Night to Remember – Live in Essen (2009) das Lied Robot Man. Das 2013er-Album MTV Unplugged - in Athens enthält zudem eine rein akustische Version von In Trance. In Trance ist auch auf der DVD von 2007 Live at Wacken Open Air 2006: A Night to Remember – A Journey Through Time.

## Cover-Versionen
- The Vindictives: Robot Man (1996)
- Kory Clarke, Warrior Soul: In Trance (2000)[7]
- Agent Steel: Dark Lady (2001)[8]
- Steel Prophet: Top of the Bill (2001)[8]
- Fates Warning: In Trance (2002)
- Rolf Munkes: Dark Lady (2003)
- The Epoxies: Robot Man (2005)